# Obštinski Futbolen Klub Sliven 2000
L'OFK Sliven 2000 (in bulgaro ОФК Сливен?, per esteso Общински Футболен Клуб Сливен 2000, Obštinski Futbolen Klub Sliven 2000), chiamato comunemente solo Sliven, è una società calcistica con sede a Sliven, in Bulgaria. Nella stagione 2021/22 milita in Treta amat'orska futbolna liga, la terza serie del campionato bulgaro.

## Storia
Il PFC Sliven è stato fondato il 29 febbraio 2000 dopo la bancarotta dell'FC Sliven, fondato nel 1918, continuando a rappresentare la città di Sliven.
Dopo la Seconda guerra mondiale lo Sliven partecipò a 10 edizioni del campionato di seconda divisione prima di guadagnare la promozione nel massimo campionato bulgaro. 
Nel 1984 lo Sliven si classificò al 3º posto del campionato bulgaro, ottenendo la partecipazione alla Coppa UEFA 1984/85 dove affrontò lo Željezničar vincendo 1-0 in casa e perdendo 1-5 a Sarajevo.
Lo Sliven ottenne il suo maggiore successo nel 1990 quando vinse la Coppa di Bulgaria contro il CSKA Sofia (2-0). Nella Coppa delle Coppe 1990/91 lo Sliven affrontò la Juventus perdendo intrambi gli incontri (0-2 e 1-6). Negli anni seguenti il club entrò in crisi finanziaria, retrocedendo nelle divisioni regionali prima e dichiarando il fallimento poi.
La squadra fu ricostituita nel 2000 sotto la presidenza di Jordan Lečkov, ex giocatore dello Sliven. Nel 2005 la squadra è stata promossa nel Gruppo B, la seconda divisione nazionale, e nel 2008 è ritornata nel Gruppo A, il massimo campionato bulgaro, retrocedendo al termine del campionato 2010/11.

## Palmarès

### Competizioni nazionali
- Coppa di Bulgaria: 1

1989-1990
- B Profesionalna Futbolna Grupa: 1

2007-2008

### Altri piazzamenti
- Coppa di Bulgaria:

Semifinalista: 1954, 1982-1983, 1985-1986
- Coppa dei Balcani per club:

Semifinalista: 1987-1988
- Kupa na Amat'orskata futbolna liga:

Finalista: 2003-2004